# Deadthrone
Deadthrone (gestileerd geschreven als DEADTHRONE) is een Britse melodieuze metalcoreband afkomstig uit Greater Manchester, North West England. De band werd begin 2016 opgericht uit de overblijfselen van een eerdere band door Benj Speight en Chris Bissette, nadat de twee elkaar ontmoet hadden op hun universiteit. In 2019 brachten ze via Arising Empire hun debuutalbum Premonitions uit.

## Personele bezetting
- Chris Bissette - niet-schone vocalen
- James Bolton - gitaar, schone vocalen
- Sam Clough - gitaar
- Benj Speight - drums

## Discografie
Albums
- 2019 - Premonitions

Ep's
- 2017 - To Hell and Back